# Frank Grillo
Frank Anthony Grillo (n. 8 iunie 1965, New York) este un actor american cunoscut pentru rolurile sale din filmele Warrior (2011), The Grey (2012), End of Watch (2012), Captain America: The Winter Soldier (2014), The Purge: Anarchy (2014), sau din serialul Prison Break (2005–2006) difuzat de Fox.

## Filmografie

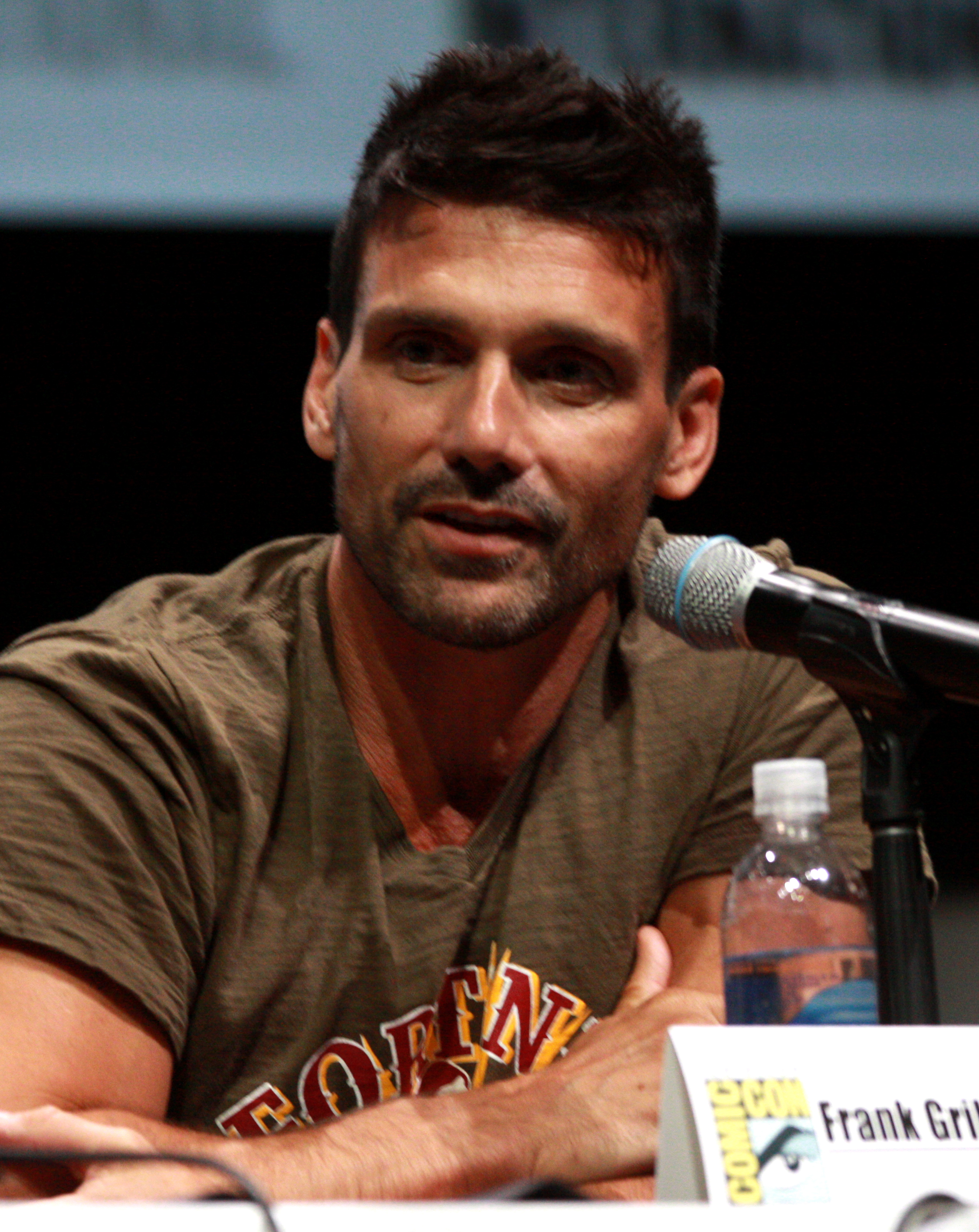
Frank Grillo la San Diego Comic Con International în 2013

### Film
| An   | Titlu                               | Rol                             | Note                        |
| ---- | ----------------------------------- | ------------------------------- | --------------------------- |
| 1992 | The Mambo Kings                     | Machito                         |                             |
| 1993 | Deadly Rivals                       | Det. Grogan                     |                             |
| 1996 | Deadly Charades                     | Vince Carlucci                  |                             |
| 2002 | Simplicity                          | General                         | Film de scurtmetraj         |
| 2002 | Minority Report                     | Pre-Crime Cop                   |                             |
| 2003 | The Sweetest Thing                  | Andy                            |                             |
| 2004 | Hunter: Return to Justice           | Detective Terence Gillette      |                             |
| 2005 | Hunter: Back in Force               | Detective Terence Gillette      |                             |
| 2006 | April's Shower                      | Rocco                           |                             |
| 2006 | Hollis & Rae                        | Detectiv Henry Callaway         |                             |
| 2007 | Raw Footage                         | Ben Chaffin                     | Film de scurtmetraj         |
| 2008 | The Madness of Jane                 | Dr. Oliver Cornbluth            |                             |
| 2008 | Blue Blood                          | Sgt. Quarry                     |                             |
| 2008 | iMurders                            | Joe Romano                      |                             |
| 2009 | Pride and Glory                     | Eddie Carbone                   |                             |
| 2009 | Blue Eyes                           | Bob Estevez                     |                             |
| 2010 | Edge of Darkness                    | Agent One                       |                             |
| 2010 | Mother's Day                        | Daniel Sohapi                   |                             |
| 2010 | My Soul to Take                     | Paterson                        |                             |
| 2011 | Warrior                             | Frank Campana                   |                             |
| 2012 | The Grey                            | John Diaz                       |                             |
| 2012 | Lay the Favorite                    | Frankie                         |                             |
| 2012 | End of Watch                        | Sarge                           |                             |
| 2012 | Zero Dark Thirty                    | Red Squadron Commanding Officer |                             |
| 2013 | Disconnect                          | Mike                            |                             |
| 2013 | Collision                           | Scott Dolan                     |                             |
| 2013 | Mary and Martha                     | Peter                           |                             |
| 2013 | Homefront                           | Cyrus Hanks                     |                             |
| 2014 | Captain America: The Winter Soldier | Brock Rumlow                    |                             |
| 2014 | The Purge: Anarchy                  | Leo                             |                             |
| 2014 | Big Sky                             | Jesse                           |                             |
| 2015 | A Conspiracy on Jekyll Island       | Guy Clifton                     |                             |
| 2015 | Demonic                             | Detectiv Mark Lewis             |                             |
| 2015 | Stephanie                           |                                 |                             |
| 2016 | Captain America: Civil War          | Brock Rumlow / Crossbones       |                             |
| 2016 | The Purge: Election Year            | Sergent Leo Barnes              |                             |
| 2017 | The Crash                           | Guy Clifton                     |                             |
| 2017 | Stephanie                           | tatăl Ștefaniei                 |                             |
| 2017 | Wolf Warrior 2                      | Big Daddy                       |                             |
| 2017 | Wheelman                            | Wheelman                        | Și producător               |
| 2017 | Beyond Skyline                      | Mark Corley                     |                             |
| 2018 | Reprisal                            | Jacob                           |                             |
| 2018 | Donnybrook                          | Chainsaw Angus                  |                             |
| 2018 | El Chicano                          | -                               | Doar ca producător executiv |
| 2019 | Avengers: Endgame                   | Brock Rumlow                    | Cameo                       |
| 2019 | Point Blank                         | Abraham "Abe" Guevara           | Și producător               |
| 2019 | Into the Ashes                      | Sloan                           |                             |
| 2019 | Black and Blue                      | Terry Malone                    |                             |
| 2019 | Hell on the Border                  | Bob Dozier                      |                             |
| 2020 | Jiu Jitsu                           | Harrigan                        |                             |
| 2021 | No Man's Land                       | Bill Greer                      |                             |
| 2021 | Body Brokers                        | Vin                             |                             |
| 2021 | Boss Level                          | Roy Pulver                      | Și producător               |
| 2021 | Cosmic Sin                          | General Eron Ryle               |                             |
| 2021 | The Hitman's Wife's Bodyguard       |                                 | Post-producție              |
| 2021 | Copshop                             | Teddy                           | Și producător               |
| TBA  | This Is the Night                   |                                 | Post-producție              |
| TBA  | Ida Red                             | Dallas Walker                   | [ 4 ]                       |
| TBA  | The Gateway                         |                                 |                             |

### Televiziune
| An           | Titlu                             | Rol                  | Note                                  |
| ------------ | --------------------------------- | -------------------- | ------------------------------------- |
| 1993         | Silk Stalkings                    | Franco LaPuma        | Episodul: "Ladies Night Out"          |
| 1996         | Poltergeist: The Legacy           | Jerry Tate           | Episodul: "Ghost in the Road"         |
| 1996–1999    | Guiding Light                     | Hart Jessup          | 74 episoade                           |
| 1999         | Wasteland                         | Cliff Dobbs          | 3 episoade                            |
| 2000         | Battery Park                      | Anthony Stigliano    | 7 episoade                            |
| 2002         | Law & Order: Special Victims Unit | Frank Barbarossa     | Episodul: "Deception"                 |
| 2002–2003    | For the People                    | Det. J.C. Hunter     | 18 episoade                           |
| 2002–2003    | The Shield                        | Officer Paul Jackson | 4 episoade                            |
| 2003         | Karen Sisco                       | Garrison Kick        | Episodul: "Nostalgia"                 |
| 2004         | The District                      | Vince Dymecki        | Episodul: "Breath of Life"            |
| 2005–2006    | Prison Break                      | Nick Savrinn         | 18 episoade                           |
| 2005         | Blind Justice                     | Marty Russo          | 13 episoade                           |
| 2006         | CSI: Crime Scene Investigation    | Gary Sinclair        | Episodul: "Happenstance"              |
| 2007         | Without a Trace                   | Neil Rawlings        | Episodul: "Tail Spin"                 |
| 2007         | Las Vegas                         | Jeremy Shapiro       | Episodul: "The Burning Bedouin"       |
| 2007         | The Kill Point                    | Albert Roman/Mr. Pig | 8 episoade                            |
| 2007         | CSI: NY                           | Jimmie Davis         | Episodul: "The Thing About Heroes..." |
| 2009         | Law & Order: Special Victims Unit | Mark Van Kuren       | Episodul: "Transitions"               |
| 2010         | The Gates                         | Nick Monohan         | 13 episoade                           |
| 2011         | Breakout Kings                    | Agent Stoltz         | Episodul: "Queen of Hearts"           |
| 2014–present | Kingdom                           | Alvey Kulina         |                                       |